# Euphyia lacteata
Euphyia lacteata är en fjärilsart som beskrevs av Alpheus Spring Packard 1876. Euphyia lacteata ingår i släktet Euphyia och familjen mätare. Inga underarter finns listade i Catalogue of Life.